# Ein verhängnisvoller Sommer
Ein verhängnisvoller Sommer ist eine US-amerikanische Abenteuerkomödie aus dem Jahr 2008. Regie führte Rawson Marshall Thurber, der auch anhand des Romans Geheimnisse von Pittsburgh von Michael Chabon aus dem Jahr 1988 das Drehbuch schrieb.

## Handlung
Die Handlung spielt in Pittsburgh am Anfang der 1980er Jahre. Der Student der Wirtschaftswissenschaften Art Bechstein will Broker werden. Er hat ein schlechtes Verhältnis zum verwitweten Vater Joe, der eine kriminelle Organisation anführt. Joe wird vom FBI beobachtet.
Art trifft sich regelmäßig mit der Managerin Phlox Lombardi, die ihn telefonisch in ihr Büro bestellt, wenn sie Sex haben will. Er lernt auf einer Party die angehende Musikerin Jane Bellwether kennen. Es stellt sich heraus, dass sie einen Freund hat, Cleveland Arning. Bechstein geht eine Beziehung genauso mit Bellwether wie auch später mit dem kleinkriminellen Arning ein.
Arts Vater hält nichts von Cleveland und stellt ihm eine Falle. Nach einer Verfolgungsfahrt mit der Polizei stürzt sich Cleveland in die Tiefe. Nun ist auch das Verhältnis zwischen Art und seinem Vater zerrüttet. Schließlich verlässt Art die Stadt und ist bereit für ein neues Leben.

## Kritiken
Dennis Harvey schrieb am 22. Januar 2008 in der Online-Ausgabe der Zeitschrift Variety, das Zusammentreffen des „Vanille-Protagonisten“ mit einigen wilden Charakteren sollte hetero- und homosexuelles Publikum zwischen 20 und etwas über 40 Jahren ansprechen. Die Verfilmung lasse den im Roman auftretenden Schlüsselcharakter von Arthur Lecompte aus, was die bi-/homosexuelle Thematik reduziere. Es würden „Wärme“ und die „Eigenartigkeit“ der Romanvorlage fehlen. Fosters Darstellung komme ein wenig fade daher.

## Auszeichnungen
Der Film nahm am Sundance Film Festival 2008 als Wettbewerbsbeitrag teil, wodurch Rawson Marshall Thurber für den Großen Jurypreis nominiert wurde.

## Hintergründe
Anfang 2000 schrieb der Regisseur und Drehbuchautor der Independentfilme Jon Sherman ein Drehbuch anhand der Romanvorlage von Chabon. Für die Hauptrolle von Art Bechstein war Jason Schwartzman vorgesehen. Das Projekt wurde noch im selben Jahr aufgegeben.
Der Film wurde in Pittsburgh gedreht.
Die von Cleveland sogenannte „Wolkenfabrik“ ist das stillgelegte Stahlwerk Carrie Furnaces, gebaut 1907, in Rankin am Monongahela River, südöstlich von Pittsburgh.
Während der Dreharbeiten sorgte Sienna Miller für Kontroversen, indem sie den Drehort Pittsburgh schlechtredete.
Die Weltpremiere des Films fand am 20. Januar 2008 auf dem Sundance Film Festival statt.